# Fresnes-sur-Marne
Fresnes-sur-Marne är en kommun i departementet Seine-et-Marne i regionen Île-de-France i norra Frankrike. Kommunen ligger i kantonen Mitry-Mory som tillhör arrondissementet Meaux. År 2022 hade Fresnes-sur-Marne 947 invånare.

## Befolkningsutveckling
Antalet invånare i kommunen Fresnes-sur-Marne
| Referens: INSEE |